# SFML
SFML (Simple and Fast Multimedia Library) este o bibliotecă multimedia portabilă și ușor de folosit. Este scrisă în C++, dar poate fi și portată in C, D, Python, Ruby, OCaml, .NET. Este o alternativă orientată obiect pentru SDL. SFML este folosit în mod principal pentru jocuri.
SFML pune la dispoziție grafică 2D accelerată prin hardware, folosind OpenGL, și câteva module pentru a ușura programarea jocurilor și a aplicațiilor multimedia. SFML poate fi folosit și pentru furnizarea unei ferestre pentru OpenGL. Website-ul SFML oferă întregul SDK pentru download și tutoriale pentru a ajuta dezvoltatorii.
1. ↑  Release 3.0.0 (în engleză), 21 decembrie 2024, accesat în 29 decembrie 2024
2. ↑  The sfml Open Source Project on Open Hub: Languages Page (în engleză), Open Hub, accesat în 18 iulie 2018
3. ↑  The sfml Open Source Project on Open Hub: Licenses Page (în engleză), Open Hub, accesat în 19 iulie 2018